# Резолюции Генеральной Ассамблеи ООН
Резолюция Генеральной Ассамблеи ООН (англ. Resolution of the General Assembly of the UN) — письменный акт ООН, в решении принятия которого участвуют все члены Ассамблеи и требующий как минимум пятидесятипроцентное большинство при голосовании (50 % и более), чтобы быть утвержденным.
Принятые Ассамблеей резолюции, в отличие от решений Совета Безопасности, не имеют обязательной силы, так как имеют силу рекомендаций, при этом ни одна из стран не может наложить на них вето. Считается, что резолюции Генеральной Ассамблеи ООН имеют большое морально-политическое значение.
Тексты резолюций согласовываются ежегодно между делегациями стран-членов в рамках работы шести комитетов Генеральной ассамблеи ООН:
- 1 — вопросы разоружения и международной безопасности,
- 2 — экономические и финансовые вопросы,
- 3 — социальные и гуманитарные вопросы и вопросы культуры,
- 4 — специальные политические вопросы и вопросы деколонизации,
- 5 — административно-бюджетные вопросы деятельности самой организации,
- 6 — вопросы международного права.

В современных резолюциях Генеральной Ассамблеи ООН, как правило, рассматриваются актуальные вопросы мирового развития («Продовольственная безопасность», «Искоренение бедности»), международная деятельность («Международное сотрудничество в использовании космического пространства в мирных целях», «Последующая деятельность по итогам второй Всемирной ассамблеи по проблемам старения»), процессы (глобализация) и даже просто события (разлив нефтяного пятна у побережья Ливана).
В тексте резолюции отражается общий, приемлемый для всех стран уровень понимания рассматриваемых вопросов и задачи сотрудничества по решению соответствующих проблем. Однако общее принципиальное понимание не всегда достижимо, как например, в резолюции о снятии блокады с Кубы, которую ежегодно поддерживают абсолютное большинство стран, осуждая действия США. В случаях наличия принципиальных разногласий со стороны одной страны или между группами стран, резолюция ставится на голосование.
В силу самой ограниченности природы многостороннего процесса переговоров по тексту резолюции с участием стран с самими разными национальными интересами резолюции Генеральной Ассамблеи редко носят практически-ориентированный характер, за исключением «резолюций-решений» о конкретных вопросах (проведение Конференций, создания новых рабочих органов, бюджет организации и т. д.).

## Наиболее известные резолюции
- Резолюция 177 — Планы по формулировке принципов, признанных статутом Нюрнбергского трибунала и нашедших выражение в его решении.
- Резолюция 181 — План ООН по разделу Палестины.
- Резолюция 194 — Палестина. Доклад Посредника ООН в Палестине о достигнутых результатах.
- Резолюция 217 — Международный пакт о правах человека.
- Резолюция 273 — Прием Израиля в число членов ООН.
- Резолюция 377 — Единство в пользу мира.
- Резолюция 505 — Угроза политической независимости и территориальной неприкосновенности Китая и миру на Дальнем Востоке, проистекающая из нарушения Советским Союзом Китайско-советского договора о дружбе и союзе от 14 августа 1945 года, а также из нарушения Советским Союзом Устава ООН.
- Резолюция 1761 — Политика апартеида, проводимая правительством Южно-Африканской Республики.
- Резолюция 1962 — Международное сотрудничество в использовании космического пространства в мирных целях.
- Резолюция 2758 — Восстановление законных прав Китайской Народной Республики в ООН.
- Резолюция 3068 — Международная конвенция о пресечении преступления апартеида и наказании за него.
- Резолюция 3314 — Определение агрессии.
- Резолюция 3379 — Ликвидация всех форм расовой дискриминации.
- Резолюция 44/34 — Международная конвенция о борьбе с вербовкой, использованием, финансированием и обучением наемников.
- Резолюция 46/86 — Ликвидация расизма и расовой дискриминации.
- Резолюция 48/114 — Чрезвычайная международная помощь беженцам и перемещенным лицам в Азербайджане.
- Резолюция 60/285 — Положение на оккупированных территориях Азербайджана.
- Резолюция 62/243 — Положение на оккупированных территориях Азербайджана.
- Резолюция 67/19 — Статус Палестины в Организации Объединенных Наций.
- Резолюция 68/262 — Территориальная целостность Украины.
- Резолюция ES-11/1 — Вторжение РФ на территорию Украины.